# South Summit Lake
South Summit Lake är en sjö i Kanada.   Den ligger i Thunder Bay District och provinsen Ontario, i den sydöstra delen av landet, 1 100 km nordväst om huvudstaden Ottawa. South Summit Lake ligger 325 meter över havet. Arean är 0,90 kvadratkilometer. Den ligger vid sjöarna  Mojikit Lake och Stork Lake. Den sträcker sig 2,9 kilometer i nord-sydlig riktning, och 1,6 kilometer i öst-västlig riktning.
I omgivningarna runt South Summit Lake växer i huvudsak barrskog. Trakten runt South Summit Lake är nära nog obefolkad, med mindre än två invånare per kvadratkilometer.